# Mariko Kiplagat Kipchumba
Mariko Kiplagat Kipchumba (1975) is een Keniaans langeafstandsloper, die gespecialiseerd is in de marathon.

## Loopbaan
Kiplagat Kipchumba won in 2007 de marathon van Utrecht, na op 1 april dat jaar op de halve marathon van Berlijn 1:02.02 te hebben gelopen. Hij liep in Utrecht met 2:11.16 een parcoursrecord en kreeg hierdoor en omdat zijn tijd onder de 2:12 was gebleven, een aanzienlijk hogere bonus. Kiplagat Kipchumba was slechts zes seconden sneller dan de als  tweede eindigende Sammy Chumba, die finishte in 2:11.22.
In juli 2006 won Mariko Kiplagat Kipchumba al de marathon van Bremerhaven. Met tegenwind en een temperatuur van boven de dertig graden liep hij 2:15.18. In 2014 won hij de marathon van Xiamen in een parcoursrecord van 2:08.06.

## Persoonlijke records
| Onderdeel      | Prestatie | Datum           | Plaats  |
| -------------- | --------- | --------------- | ------- |
| halve marathon | 1:02.02   | 1 april 2007    | Berlijn |
| 30 km          | 1:29.39   | 21 oktober 2012 | Reims   |
| marathon       | 2:06.05   | 21 oktober 2012 | Reims   |

## Palmares

### 10 km
- 2004: 5e Kö-Lauf in Düsseldorf - 29.24
- 2005: 4e Kö-Lauf in Düsseldorf - 29.21
- 2005: 4e Citylauf in Bad Berleburg - 30.08,3
- 2006:  Herner Saint Martini City-Lauf - 31.08

### 10 Eng. mijl
- 2004:  Hemmeromloop - 48.49
- 2005:  Internationaler Schortenser Jever Fun Lauf - 46.45,5
- 2005:  Hemmeromloop - 48.10

### halve marathon
- 2004:  halve marathon van Bregenz - 1:04.21
- 2005:  halve marathon van Friville Escarbotin - 1:03.24
- 2005:  halve marathon van Dresden - 1:06.12
- 2006:  halve marathon van Trier - 1:03.28
- 2006: 5e Route du Vin - 1:02.12
- 2006:  halve marathon van Friville Escarbotin - 1:04.26
- 2007: 7e halve marathon van Berlijn - 1:02.02

### marathon
- 2005:  marathon van Casablanca - 2:16.50
- 2006:  marathon van Regensburg - 2:18.47
- 2006:  marathon van Bremerhaven - 2:15.2
- 2007:  marathon van Utrecht - 2:11.16
- 2008:  marathon van Utrecht - 2:13.32
- 2008:  marathon van Kassel - 2:16.46
- 2008: 4e marathon van Berlijn - 2:09.03
- 2009: 10e marathon van Rotterdam - 2:12.17
- 2010:  marathon van Utrecht - 2:12.11
- 2011:  Bodenseemarathon (Bregenz) - 2:11.21
- 2012:  marathon van Reims - 2:06.05
- 2013: 7e marathon van Xiamen - 2:10.28
- 2014:  marathon van Xiamen - 2:08.06
- 2014: 7e marathon van Shanghai - 2:17.24
- 2015: 5e marathon van Riga - 2:14.37,1
- 2015: 11e marathon van Lanzhou - 2:15.12
- 2015:  marathon van Peking - 2:11.00
- 2015: 8e marathon van Shanghai - 2:19.03